# Tienda de ropa

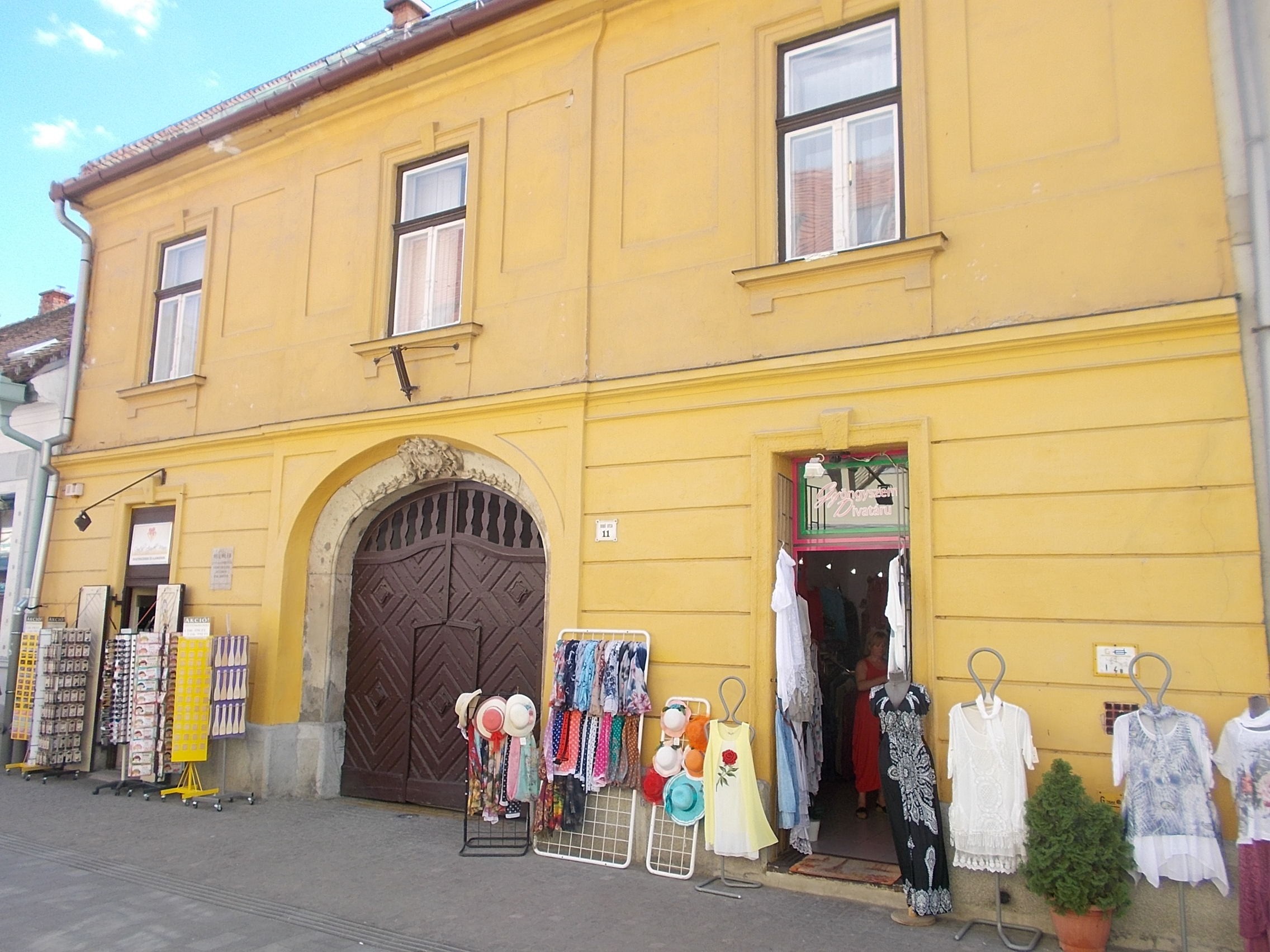
Tienda de ropa en Eger, Heves Condado, Hungría.

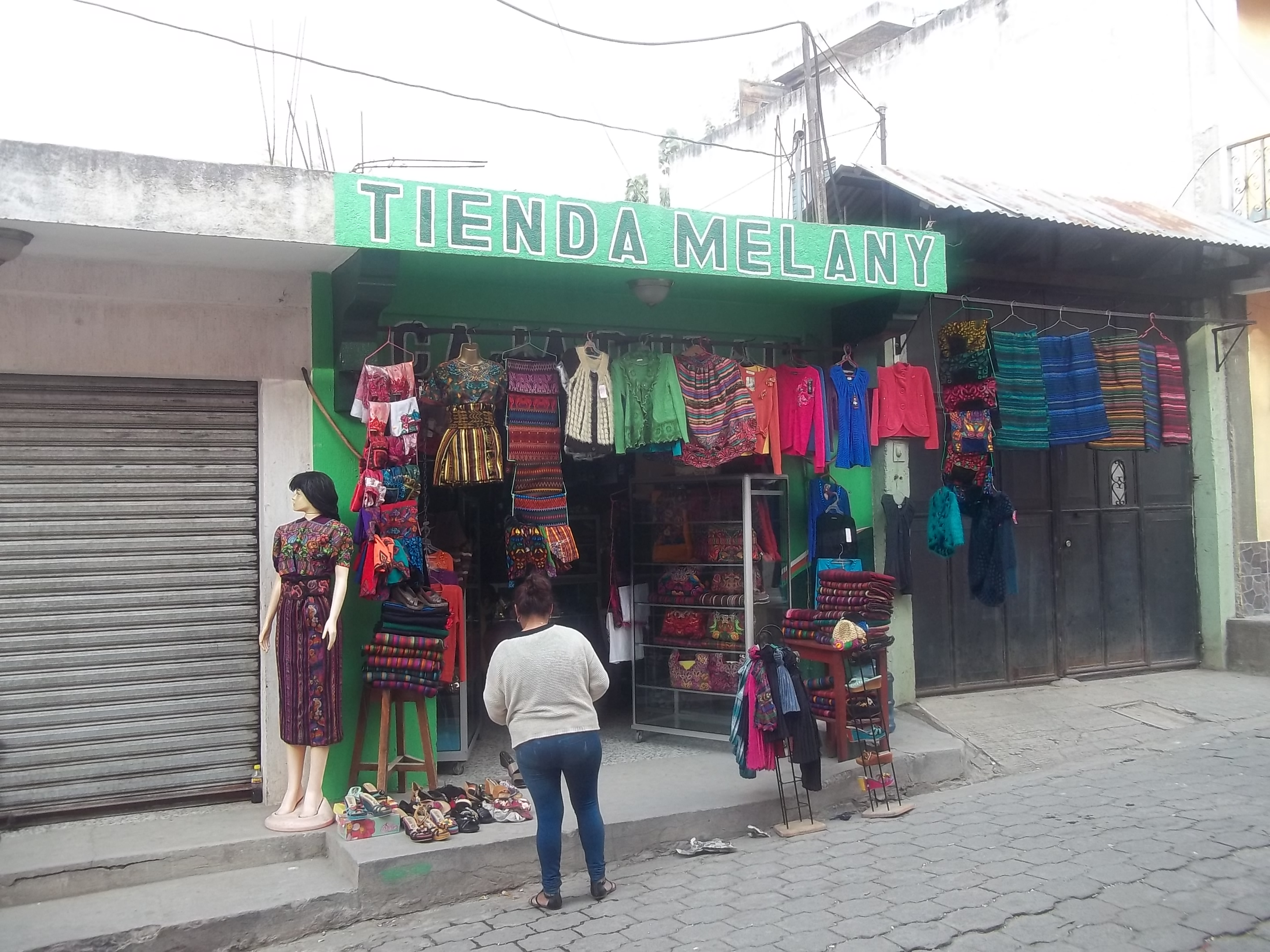
Tienda de ropa en San Martín Sacatepéquez, Quetzaltenango, Guatemala

Una tienda de ropa o almacén de ropa es cualquier establecimiento que vende artículos de ropa lista para vestir. Un local chico que vende a precios muy elevados o prendas de vestir de diseñador se suele denominar boutique. A su vez, un comercio que despacha ropa para un segmento de mercado reducido como son los uniformes de escuela o aquellos pensados para deportes al aire libre se pueden denominar como outfitter.

## Historia
No se conoce el momento en que los primeros negocios de ropa se encontraron funcionando en Europa. Antes de la época de la ropa ya hecha, cuando las prendas de vestir las hacían los artesanos o sastres, los puestos pueden haber negociado con ropa de uso o de segunda mano. Algunas piezas de ropa  ya lista para llevar puede haber sido confeccionada durante el siglo XVI. La cantidad de expendios de ropa al parecer habrá tenido un incremento sustancial mucho tiempo antes del inicio de la confección industrial en gran volumen de ropa durante la segunda porción del siglo XIX.